# Centrum Zana
Centrum Zana - kompleks dwóch budynków biurowych w Lublinie, na osiedlu LSM w dzielnicy Rury. Wyższy z budynków ma wznosi się na wysokość 55m. Stanowi własność firmy deweloperskiej o tej samej nazwie. Był to pierwszy budynek komercyjny tego typu w Lublinie.

## Informacje

### Historia
Budynki powstawały w latach 1999-2005. Jako pierwszy powstał budynek I (10-kondygnacyjny), natomiast jako drugi budynek II (7-kondygnacyjny). Budowa pierwszego z nich zakończyła się w 2001 roku. Była to pierwsza inwestycja tego dewelopera oraz pierwszy wieżowiec komercyjny w Lublinie.

### Budynek I
Posiada 10 kondygnacji naziemnych i 2 podziemne oraz 15 miejsc parkingowych naziemnych. W budynku znajdują się: klimatyzacja, systemy teleinformatyczne, okablowanie elektryczne i telefoniczne, wykładziny oraz czujnik dymu. Spełnia klasę B+ powierzchni biurowych Większą część budynku zajmuje ING Bank Śląski.

### Budynek II
Ma 7 kondygnacji naziemnych oraz 2 podziemne. Oferuje ponad 6000 m² powierzchni biurowej klasy B+. Posiada klimatyzację i systemy teleinformatyczne.

### Otoczenie
Budynki znajdują się przy ulicy Zana w okolicach ronda Mokrskiego. Po przeciwnej stronie ulicy Zana znajduje się kompleks budynków ZUS, natomiast na południe od kompleksu znajduje się apartamentowiec Metropolitan Park. W niedalekiej okolicy mieści się inny kompleks tego dewelopera, a mianowicie Gray Office Park. Budynek jest obsługiwany przez sieć komunikacji miejskiej, gdyż ulicą Zana kursuje wiele autobusów i trolejbusów.